# 李鴻杰
李鴻杰（英語：Bruce Li Hung Kit，1955年1月15日—），香港演員及排舞師、前香港無綫電視及香港電視網絡演員。他於1977年加入無綫電視舞蹈組，曾分別在無綫電視及亞洲電視擔任舞蹈編排工作。1990年移民新加坡，其後回流香港重返無綫電視轉當演員，較常飾演奸角。2012年往後李鴻杰到中國大陸發展。現為香港舞蹈演藝人協會資深顧問。

## 背景
李鴻杰早年在香港島灣仔出生，10歲時移居九龍黃大仙區徙置大廈（毗鄰黃大仙祠），上有一姊，下有數名弟妹。他小時候喜歡球類體育活動，就讀格致英文書院及其他中學，在校時讀書成績一般，另一方面活躍於中國舞活動，參加過學校舞蹈節。他於1975年中學畢業後到尖沙咀漢宮酒樓和銅鑼灣珠城夜總會任職中國舞表演者。1977年透過朋友介紹與排舞師兼無綫電視舞蹈組總監梅施麗見面，未幾加入無綫電視舞蹈組，當過《歡樂今宵》、1979年《羊城賀歲萬家歡》、1979年「香港小姐競選」、《Bang Bang 咁嘅聲》和1970年代其中兩屆無綫熱潮舞大賽的舞蹈員，1979年以頸部不適為由辭職離開。
休養復完後不久，李鴻杰於1980年起在海城酒樓、海洋酒樓以及其他夜總會為歌手排舞，為時10年，同時於澳視澳門台、亞洲電視和為電影擔任舞蹈編排工作。負責任舞蹈總監的項目有1984年至1987年「亞洲小姐競選」、1987年麗的電視的「電視先生選舉」及其他大型綜藝節目。此外還曾為陳百強、張國榮、蔡琴、斑斑、凌波等藝人編排出埠或登台演出時的舞蹈。高峰期參與過逾400至500場排舞項目。
直至1990年，他與家人移民新加坡，受新加坡廣播電視局邀請為電視台的綜藝節目編排舞蹈。但於1995年新加坡電視台改革，令他減少工作且回流香港。適逢電視劇監製何法明計劃拍攝劇集《金枕頭》，找他代替秦祥林出演劇中其中一個角色，自此開展其演員事業。由於該劇集播出時，觀眾反應理想，他回到香港便與無綫電視簽約成為旗下藝員，2005年曾到新加坡為何法明監製的劇集《舞出彩虹》編舞，至2012年在王維基邀請下，因無綫一方給予的薪酬不高而轉投香港電視網絡。李現時多於中國內地發展。除了參演影視作品，也會接洽商業演出。2010年代中推廣氣功，又前往武當山籌備「武當道家文化氣功武術巡迴」匯演。2019年於瀛正傳媒及明報周刊主辦的「2019亞洲最具影響力盛典」上獲頒「最具影響力電視劇演員貢獻大獎」。

## 個人生活
李鴻杰於1977年結婚，妻子是其中學師妹，二人婚後育有一子。

## 演出作品

### 電視劇（無綫電視）
*以下列表只記錄李鴻杰演出過的影視作品，若有遺漏，請協助補充相關資料。
| 首播   | 名稱               | 角色                       | 備註                        |
| 1996年 | 有肥人終成眷屬     | 大飛                       |                             |
| 1996年 | 真情               | 警員                       |                             |
| 1996年 | O記實錄II          | 陳炳釗                     |                             |
| 1996年 | 西遊記             | 智淵寺主持                 |                             |
| 1997年 | 鑑證實錄           | 聶尚鈞                     |                             |
| 1997年 | 刑事偵緝檔案III    | 程守安                     |                             |
| 1997年 | 香港人在廣州       | Ben                        |                             |
| 1997年 | 難兄難弟           | 李導演                     |                             |
| 1997年 | 天龍八部           | 段延慶                     |                             |
| 1998年 | 鹿鼎記             | 巴顏法師                   |                             |
| 1998年 | 西遊記             | 普林禪院方丈               |                             |
| 1998年 | 外父唔怕做         | 阿瑜                       |                             |
| 1999年 | 刑事偵緝檔案IV     | 譚先生                     |                             |
| 1999年 | 人龍傳說           | 朱將軍                     | 第15-16集                   |
| 1999年 | 創世紀             | Ben Philip                 | 第2集 第7集                 |
| 1999年 | 洗冤錄             | 法華寺主持                 | 第11-12集                   |
| 1999年 | 雙面伊人           | 梁錦基                     |                             |
| 1999年 | 騙中傳奇           | 公子                       |                             |
| 2000年 | 男親女愛           | 周刊老總                   | 第11,13集                   |
| 2000年 | 大囍之家           | 神父                       |                             |
| 2000年 | 金裝四大才子       | 無為大師                   | 第13集                      |
| 2000年 | 碧血劍             | 溫方施                     |                             |
| 2001年 | 倚天屠龍記         | 空智                       |                             |
| 2001年 | 美味情緣           | 王彬                       |                             |
| 2001年 | 封神榜             | 判官                       |                             |
| 2001年 | 七姊妹             | 金魚小販                   |                             |
| 2001年 | 尋秦記             | 王齕                       |                             |
| 2002年 | 騎呢大狀           | 福                         |                             |
| 2002年 | 洛神               | 孔融                       | 第13集                      |
| 2002年 | 烈火雄心II         | 林生                       | 第21集                      |
| 2003年 | 十萬噸情緣         | 船長                       | 第19集                      |
| 2003年 | 洗冤錄II           | 肥客                       | 第2集                       |
| 2003年 | 衝上雲霄           | 醫生                       | 第14集                      |
| 2004年 | 皆大歡喜           | 史先生 爵士 魚販           | 第368集 第387-388集 第420集 |
| 2004年 | 大唐雙龍傳         | 卜天志                     |                             |
| 2004年 | 楚漢驕雄           | 魏豹                       |                             |
| 2005年 | 皆大歡喜           | 山友人                     | 第437集                     |
| 2005年 | 人間蒸發           | 商場保安主管               |                             |
| 2005年 | 酒店風雲           | 李堅                       |                             |
| 2005年 | 妙手仁心3          | 李仕琛                     |                             |
| 2006年 | 高朋滿座           | 雷先生                     |                             |
| 2006年 | 飛短留長父子兵     | 劉志權                     |                             |
| 2006年 | 刑事情報科         | 堅叔                       |                             |
| 2006年 | 匯通天下           | 麥浩信                     |                             |
| 2006年 | 肥田囍事           | 梁師傅                     |                             |
| 2006年 | 賭場風雲           | 鍾浩良                     |                             |
| 2007年 | 鄭板橋             | 沈澄                       |                             |
| 2007年 | 突圍行動           | 正                         |                             |
| 2007年 | 學警出更           | 馬老闆                     |                             |
| 2007年 | 溏心風暴           | Ted Lau                    |                             |
| 2007年 | 歲月風雲           | 蒲錦                       |                             |
| 2007年 | 廉政行動2007       | 榮                         |                             |
| 2008年 | 古靈精探           | 黎先生                     |                             |
| 2008年 | 師奶股神           | 余達威                     |                             |
| 2008年 | 甜言蜜語           | 周老闆                     |                             |
| 2008年 | 溏心風暴之家好月圓 | Dr. Lau                    |                             |
| 2008年 | 珠光寶氣           | 宋恩杰                     |                             |
| 2009年 | 幕後大老爺         | 朱大人                     |                             |
| 2009年 | 巾幗梟雄           | 林知府                     |                             |
| 2009年 | 老婆大人II         | 報館編輯                   |                             |
| 2009年 | 古靈精探B          | 金魚盧                     |                             |
| 2009年 | 美麗高解像         | Raymond                    |                             |
| 2010年 | 老公萬歲           | 啤梨叔                     |                             |
| 2010年 | 秋香怒點唐伯虎     | 慧空                       |                             |
| 2010年 | 女王辦公室         | 經理                       |                             |
| 2010年 | 搜下留情           | 李老闆                     |                             |
| 2010年 | 掌上明珠           | 岑大班                     |                             |
| 2010年 | 情越雙白線         | 馬昌達                     |                             |
| 2010年 | 摘星之旅           | 李叔                       |                             |
| 2010年 | 天天天晴           | 老黎 江醫生                |                             |
| 2010年 | 公主嫁到           | 卜一卜                     |                             |
| 2010年 | 巾幗梟雄之義海豪情 | 龍叔                       |                             |
| 2010年 | 居家兵團           | 總經理                     |                             |
| 2011年 | 依家有喜           | 老表林                     |                             |
| 2011年 | 隔離七日情         | 洪濤                       |                             |
| 2011年 | 魚躍在花見         | 戴廣                       |                             |
| 2011年 | 你們我們他們       | Grace爸爸                  |                             |
| 2011年 | 九江十二坊         | 余望東                     |                             |
| 2011年 | 法證先鋒III        | 全                         |                             |
| 2011年 | 怒火街頭           | 報攤男(第1集) 律師(第18集) |                             |
| 2012年 | On Call 36小時     | 洪國偉                     |                             |
| 2012年 | 肥婆奶奶扭計媳     | 行家                       |                             |
| 2012年 | 法網狙擊           | 康大律師                   |                             |
| 2012年 | 雷霆掃毒           | 方Sir                      |                             |
| 2012年 | 飛虎               | 汪大偉                     |                             |
| 2013年 | 談談情·練練武      | 馬老闆                     |                             |
| 2014年 | 叛逃               | 王Sir                      |                             |
| 2020年 | 使徒行者3          | 章炳勇                     |                             |

### 電視劇（香港電視網絡）
| 首播   | 名稱           | 角色     | 備註 |
| 2014年 | 選戰           | 阿徐     |      |
| 2014年 | 來生不做香港人 | 王博士   |      |
| 2015年 | 我阿媽係黑玫瑰 | 葉錦輝   |      |
| 2015年 | 導火新聞線     | 方志成   |      |
| 2015年 | 大眾情性       | 高迪之父 |      |
| 2015年 | 歲月樓情       | 雷公     |      |
| 2015年 | 惡毒老人同盟   | 區恆     |      |

### 電視劇（其他）
- 1995年 金枕頭（新傳媒）
- 2018年 蝕日風暴 飾 獄警長（Astro華麗台）
- 2019年 平湖往事（浙江東陽領跑影視傳媒）

### 電影
- 2015年 錯過
- 2017年 茉莉威龍
- 2018年 奪命追兇
- 2018年 夢寐以球
- 2018年 主持人的手機
- 2018年 那一片星光
- 2019年 又見蓮花 飾 廖濟昌
- 2019年 羊角水堡
- 2019年 青春戰記之來得及再愛妳
- 2020年 主持人的風暴

### 舞台劇
- 2015年 有限人生無限愛
- 2018年 阿闍世[9]

### 參與節目
- 2005年 奇幻潮（無綫電視）
- 2019年 王牌對王牌（浙江衛視）
- 2021年 香江暖流（香港電台電視部）

## 外部連結
- 李鴻杰的新浪微博